# Kieler Verband für Leibesübungen
Der Kieler Verband für Leibesübungen (KVL) war von 1945 bis 1946 ein Sportverband für die Stadt Kiel und deren Umgebung. Ein höherer Verband existierte in dieser Zeit nicht.

## Geschichte
Der Kieler Verband für Leibesübungen wurde zur Wiederbelebung des Sportgeschehens im August oder September 1945 als Turnverband für den Kieler Raum gegründet – danach forderte der Verband die Turnvereine dieses Gebietes auf, sich dem KVL anzuschließen. Am 19. September 1945 wurden vom KVL Richtlinien und Bestimmungen zur Wiederaufnahme des Sportbetriebes an die Turn- und Sportvereine der Region herausgegeben. Der MTSV Hohenwestedt zitiert in seiner Vereinschronik aus den vom KVL herausgegebenen Aufnahmeregeln wie folgt: 

„Die Vereine dürfen keine militärische Ausbildung irgendwelcher Art betreiben. Sie dürfen die Mitgliedschaft nicht an religiöse oder rassistische Bedingungen knüpfen. Sie dürfen nicht aufnehmen, wer vor dem 30. Januar 1933 Mitglied der NSDAP oder einer ihrer Organisationen war.“

In der Folgezeit wurde der KVL nach und nach auch zum Sportverband für weitere Sportarten in Kiel und der Umgebung, wie beispielsweise dem Fußball, dem Handball (1946) und dem Radsport.
Im Fußball war der Verband für die Vereine in zwei der vier schleswig-holsteinischen Bezirksmeisterschaftsligen (Ost A und Ost B – höchste Spielklassen damals in der britischen Zone) und für die Durchführung des Spielbetriebes in diesen Ligen zuständig. Der räumliche Bereich im Fußball erstreckte sich auf die Städte Kiel und Neumünster sowie auf die damaligen Landkreise Eckernförde, Rendsburg und Plön – in einzelnen anderen Sportarten mag es Abweichungen von diesem Gebiet gegeben haben.
Im Juli 1946 wurde der Kieler Verband für Leibesübungen von der britischen Militärregierung aufgelöst. Vorausgegangen war dieser Entscheidung die Nominierung Holstein Kiels als Vizemeister des Bezirks Ost A im Fußball statt des Meisters Eckernförder SV zur Teilnahme an der Norddeutschen Meisterschaft und die Austragung eines nicht von der Militärregierung genehmigten Entscheidungsspiels auf den Protest der Eckernförder hin (das Holstein mit zwei Spielerverstärkungen aus Südwestdeutschland 4:2 gewann). Auch nach einer zwischenzeitlich anberaumten separaten Qualifikationsrunde wären die Eckernförder qualifiziert gewesen sowie der Sieger aus dem Wiederholungsspiel zwischen Holstein und Kilia Kiel. Zuletzt hatte noch die Ende Mai/Anfang Juni 1945 zur Ausführung einer Norddeutschen Meisterschaft gegründete Interessengemeinschaft des norddeutschen Fußballs (IG) Einfluss auf die Planungen des KVL genommen.
Betroffen vom Maßnahmenkatalog der Militärregierung (zu dem u. a. auch die vorübergehende Sperrung Kiels als Spielort, die Verweigerung der Teilnahme an der Norddeutschen Meisterschaft und die Sperrung Holsteins Vorstand auf Lebenszeit gehörte) war auch der FC Kilia Kiel als Meister der Ost-B-Bezirksmeisterschaft: auch Kilia bekam keine Startgenehmigung für die Norddeutsche Meisterschaft.
Die Tabellen der einen Fußballsaison des KVL sind bei Britische Zonenmeisterschaft 1945/46 eingetragen.